# Coup d'Etat (G-Dragon)
Coup d'Etat è il secondo album in studio del cantante sudcoreano G-Dragon, pubblicato il 2 settembre 2013 dalla YG Entertainment.

## Tracce
1. Coup d'Etat (feat. Diplo e Baauer) (쿠데타?, KudetaLR) – 2:58 (G-Dragon, Diplo, Baauer)
2. Niliria (feat. Missy Elliott) (늴리리야?, NililiyaLR) – 2:52 (G-Dragon, Missy Elliott, Teddy)
3. R.O.D. (feat. Lydia Paek) – 3:23 (Teddy, G-Dragon, Choice37)
4. Black (feat. Jennie) – 3:23 (Teddy, G-Dragon)
5. Who You? (니가 뭔데?, Niga MwondeLR) – 3:21 (G-Dragon, Kush)
6. Shake the World (세상을 흔들어?, Sesangeul HeundeuleoLR) – 2:55 (G-Dragon, Choice37)
7. MichiGO – 3:28 (G-Dragon, Ham Seung-cheon, Kang Wook-jin)
8. Crooked (삐딱하게?, Ppiddak-hageLR) – 3:45 (Teddy, G-Dragon)
9. Niliria (G-Dragon ver.) – 2:52 (G-Dragon, Teddy, Missy Elliott)
10. Runaway – 3:21 (G-Dragon, Dee.P)
11. I Love It (feat. Zion.T & Boys Noize) (너무 좋아?, Neomu Joh-aLR) – 3:15 (G-Dragon, Boys Noize, Siriusmo)
12. You Do (Outro) – 2:38 (G-Dragon, Choice37)
13. Window – 3:47 (G-Dragon, Choice37, Teddy)
14. Black (feat. Sky Ferreira) – 3:24 (Teddy, G-Dragon)

## Classifiche
| Classifica (2013) | Posizione massima |
| ----------------- | ----------------- |
| Corea del Sud     | 1                 |
| Stati Uniti       | 182               |